# باول داي (لاعب تنس الطاولة)
باول داي (بالإنجليزية: Paul Day)‏ هو لاعب تنس الطاولة بريطاني، ولد في 20 أكتوبر 1958 في نيوماركت ‏ في المملكة المتحدة.

## وصلات خارجية
- باول داي على موقع منظمة تنس الطاولة العالمي (الإنجليزية)